# Viby socken, Östergötland
Viby socken i Östergötland ingick i Vifolka härad, ingår sedan 1971 i Mjölby kommun och motsvarar från 2016 Viby distrikt.
Socknens areal är 24,22 kvadratkilometer, varav 24,20 land. År 2000 fanns här 1 900 invånare. En del av Mantorp samt kyrkbyn Viby med sockenkyrkan Viby kyrka ligger i socknen. 

## Administrativ historik
Veta socken har medeltida ursprung.
Vid kommunreformen 1862 övergick socknens ansvar för de kyrkliga frågorna till Viby församling och för de borgerliga frågorna till Viby landskommun. Landskommunen inkorporerades 1952 i Vifolka landskommun och ingår sedan 1971 i Mjölby kommun.  Församlingen uppgick 2018 i Vifolka församling. 
1 januari 2016 inrättades distriktet Viby, med samma omfattning som församlingen hade 1999/2000.  
Socknen har tillhört samma fögderier och domsagor som Vifolka härad.  De indelta soldaterna tillhörde  Första livgrenadjärregementet, Stångebro kompani.

## Geografi
Viby socken ligger mellan Mjölby och Linköping och är en slättbygd på Östgötaslätten.

## Fornlämningar

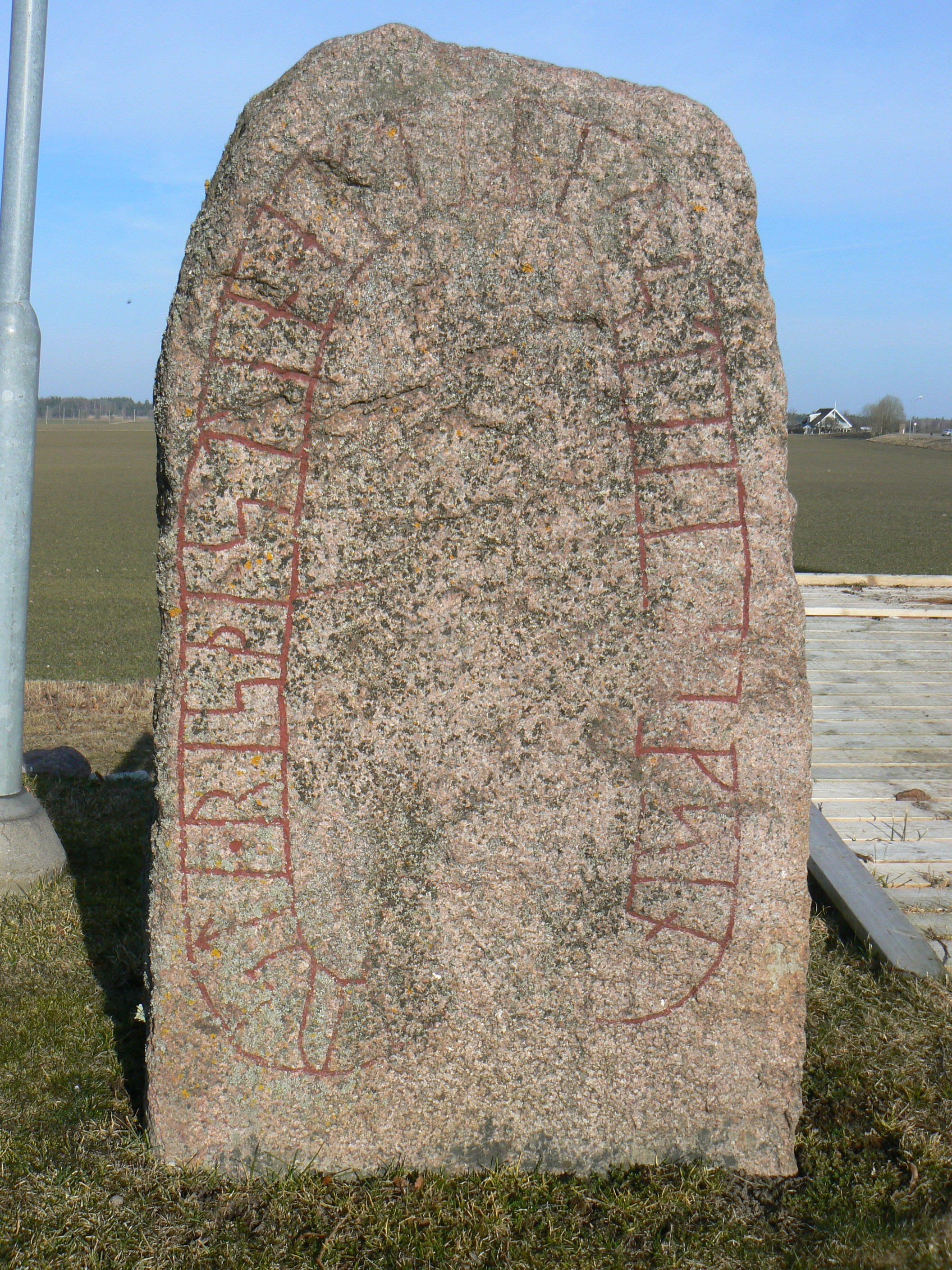
Östergötlands runinskrifter 204 vid kyrkan

Kända från socknen är åtta gravfält och stensträngar från järnåldern. Åtta runristningar är antecknade.

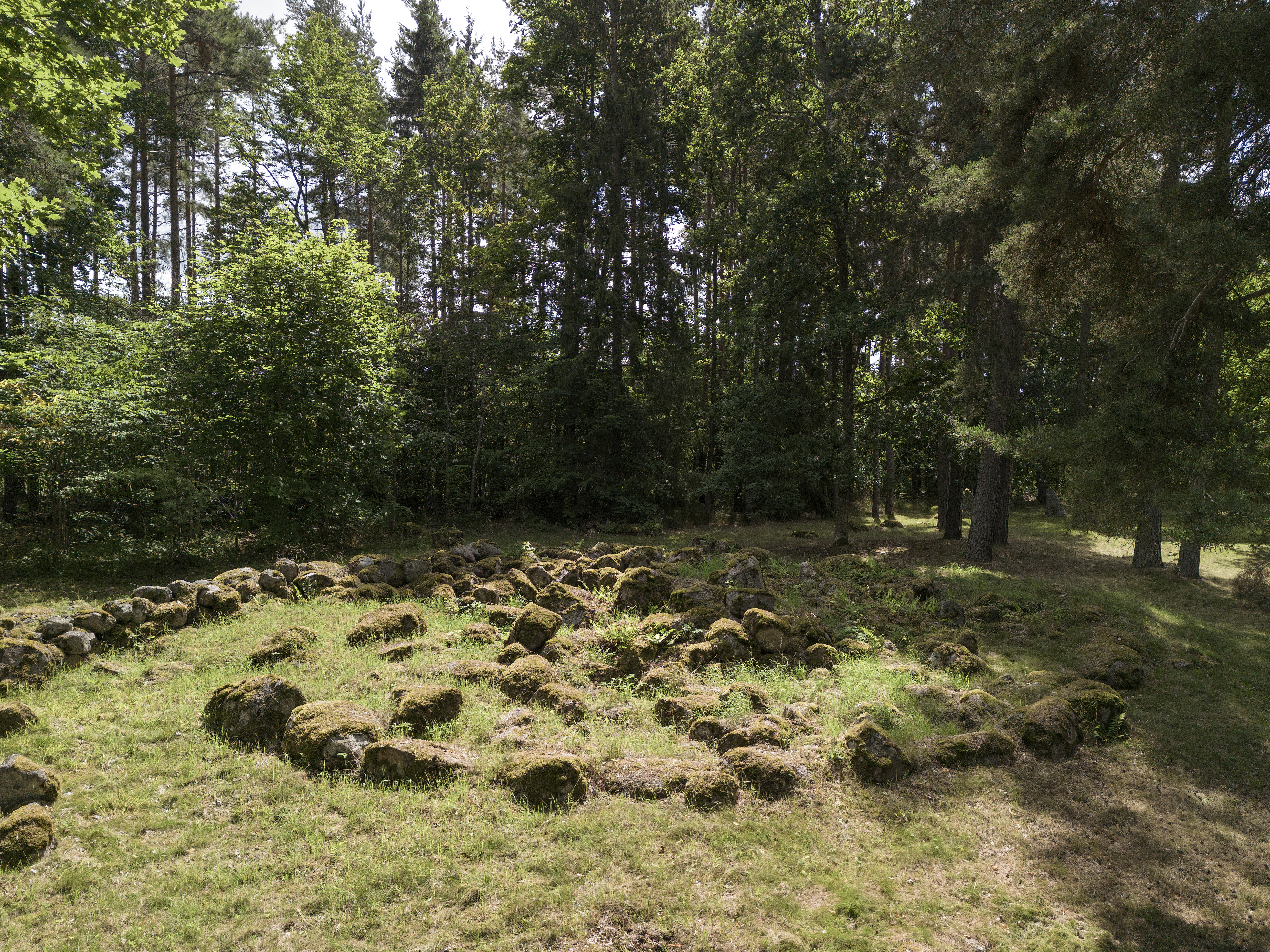
Stensättning på gravfältet Viby 1:1
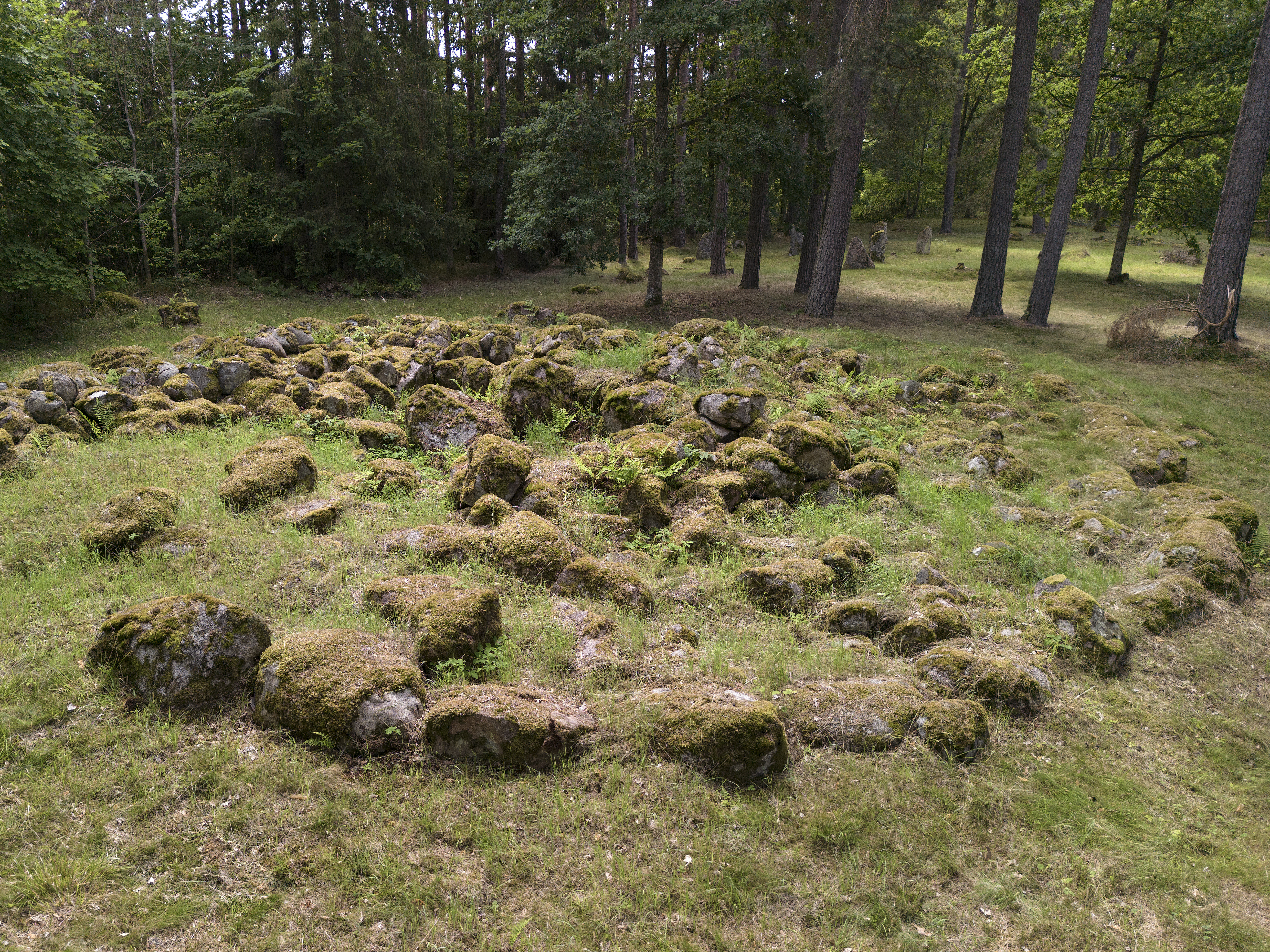
Stensättning på gravfältet Viby 1:1

## Namnet
Namnet (1347, Wibyskurusten) kommer från kyrkbyn. Det innehåller vi, 'helig plats, kultplats' och by, 'gård;by'. Efterleden skurusten syftar troligen på det kluvna flyttblocket på kyrkogården.

## Personer från bygden
Författaren Jacob Wallenberg är född i Viby socken.

### Fotnoter
1. 1 2  Svensk Uppslagsbok andra upplagan 1947–1955: Veta socken
2. 1 2  Harlén, Hans; Harlén Eivy (2003). Sverige från A till Ö: geografisk-historisk uppslagsbok. Stockholm: Kommentus. Libris 9337075. ISBN 91-7345-139-8
3. ↑  Mall:FS-Scb
4. ↑  Administrativ historik för Viby socken (Klicka på församlingsposten). Källa: Nationella arkivdatabasen, Riksarkivet.
5. 1 2  Sjögren, Otto (1931). Sverige geografisk beskrivning del 2 Östergötlands, Jönköpings, Kronobergs, Kalmar och Gotlands län. Stockholm: Wahlström & Widstrand. Libris 9939
6. 1 2  Nationalencyklopedin
7. ↑  Fornlämningar, Statens historiska museum: Viby socken, Östergötland
8. ↑  Fornminnesregistret, Riksantikvarieämbetet: Viby socken, Östergötland Fornminnen i socknen erhålls på kartan genom att skriva in sockennamn (utan "socken") i "Ange geografiskt område"
9. ↑  Mats Wahlberg, red (2003). Svenskt ortnamnslexikon. Uppsala: Institutet för språk och folkminnen. Libris 8998039. ISBN 91-7229-020-X. https://isof.diva-portal.org/smash/get/diva2:1175717/FULLTEXT02.pdf
10. ↑  Östgötakultur: Jacob Wallenberg, 1746-1778